# ガブリエル・リップマン
ジョナス・フェルディナン・ガブリエル・リップマン （Jonas Ferdinand Gabriel Lippmann、1845年 8月16日 - 1921年 7月13日）は ルクセンブルク出身のフランスの物理学者、発明家。リップマン式天然色写真と呼ばれる、光の干渉現象を利用したカラー写真の技法の開発により、ノーベル物理学賞を受賞した。

## 生涯
ルクセンブルクにてフランス系ユダヤ人の家に生まれる。3歳のとき一家がフランスに戻り、パリに移り住んだ。そこで、自宅で両親から教育を受ける。
1868年、高等師範学校に入学。しかし興味のある科目しか勉強しなかったため教員試験に受からなかった。1873年、フランス政府から科学教育の技法についてドイツで学ぶことを指示され、ドイツに赴いた。ハイデルベルク大学ではウィルヘルム・キューネとグスタフ・キルヒホフの下で学び、ベルリン大学ではヘルマン・フォン・ヘルムホルツの下で学ぶ。1875年にパリに戻って研究を続け、1878年にソルボンヌの研究員、1883年に同物理学教授となった。
リップマンは小説家ヴィクトール・シェルビュリエの娘と1888年に結婚している。1921年7月13日、蒸気船 France でカナダに向かう洋上で死去。

## 業績
1891年にリップマン式天然色写真を発明した。これは光の干渉によって光の色を再現させるものである。現在利用されている赤・緑・青の視覚に基づいた光の三原色ごとに記録する一般的なカラー写真とは異なり、物理学的に一定の周波数帯域全体の光を記録することができる。しかし、像が鮮明にできないことや、高価なことからこの方式のカラー写真が普及することはなかった。しかし光の干渉を利用したカラー写真という試みが評価され、1908年にノーベル物理学賞を受賞した。
リップマンはまた、フランス光学研究所の創設に尽力した。他にも初期の心電図計測装置に使われたリップマン電位計を発明した。また、1908年には integral imaging と名付けた立体画像の仕組みを考案した。

## 所属
1886年2月8日、リップマンはフランス科学アカデミーの一員となり、1912年には会長を務めた。さらにロンドンの王立協会の外国人会員でもあり、フランス経度局 およびルクセンブルクの Grand Ducal Institute のメンバーでもあった。

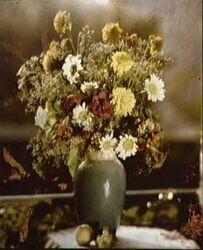
リップマンが撮影した初期のカラー写真